# Burmannia madagascariensis
Burmannia madagascariensis är en enhjärtbladig växtart som beskrevs av John Gilbert Baker. Burmannia madagascariensis ingår i släktet Burmannia och familjen Burmanniaceae. Inga underarter finns listade i Catalogue of Life.